# Grady Thomas
Grady Thomas (n. 5 ianuarie 1941, Newark, New Jersey) a fost un membru al trupelor Parliament și Funkadelic. Este membru al Rock and Roll Hall of Fame, fiind inclus în 1997 împreună cu alți cincisprezece membrii ai Parliament-Funkadelic. Thomas locuiește în Stone Mountain, Georgia.
1. ↑  Montreux Jazz Festival Database[*] Verificați valoarea |titlelink= (ajutor);